# José Ortiz Echagüe
José Ortiz Echagüe (Guadalajara, 1886- Madrid, 1980) va ser un enginyer militar, pilot i fotògraf espanyol. El seu germà, Antonio Ortiz Echagüe, va ser un important pintor de començaments del segle xx. És una de les figures més rellevants de la fotografia del segle XX a Espanya, i un artista clau per la singularitat de la seva obra. El seu afany d'investigació el converteix en un antropòleg gràfic molt personal, ja que descontextualitza la realitat i la transforma en creació artística; tot oferint una visió personalíssima, la del seu propi context social i cultural.

## Biografia
Membre d'una família de militars, després de graduar-se, és enviat als territoris del Protectorat espanyol al Marroc per exercir d'enginyer dins el servei d'aviació. Aquesta destinació el porta a donar un gir a la seva producció artística, una obra de caràcter pictorialista on trobem retrats, al·legories i imatges costumistes d'ambient rural.
En aquesta etapa utilitza també les fotografies aèries, ja que la seva tasca al Protectorat consistia a prendre imatges destinades a la realització de mapes cartogràfics i a la localització de les posicions enemigues. A la vegada, en les estones lliures, continua fent retrats de la població local, a manera de reportatge pintoresc sobre la manera de vida dels habitants del Rif, que després revelava i enviava a concursos de fotografia.

### Enginyer
Com a enginyer destaca el seu treball en el camp de l'aviació i l'automobilisme. El 1903 ingressa a l'Acadèmia d'Enginyers Militars de Guadalajara, i després del seu pas per ella va servir a la unitat de globus aerostàtics a la Guerra d'Àfrica. Va obtenir els títols de pilot de globus i de pilot d'aviació el 1911. Després del seu retorn definitiu del Nord d'Àfrica funda a 1923 Construcciones Aeronáuticas,S.A. (CASA) i més tard, el 1950, la primera indústria espanyola de fabricació d'automòbils en cadena, SEAT, de la qual serà nomenat president amb funcions executives fins a 1976, any en què és designat president d'honor vitalici d'aquesta companyia.

### Fotògraf
En el camp de la fotografia artística és potser el fotògraf més popular i un dels més reconeguts internacionalment. El 1935 la revista American Photography ho va considerar un dels tres millors fotògrafs del món. Alguns crítics el consideren el millor fotògraf espanyol fins al moment, la qual cosa és més meritori perquè la fotografia va ser una afició a la qual dedicava estones lliures, especialment els caps de setmana i durant els seus viatges.
Des del punt de vista artístic i per la seva formació i temàtica se li podria considerar el representant de la generació del 98 a la fotografia. Se li sol enquadrar dins del corrent fotogràfica del pictorialisme, sent el millor representant de l'anomenatpictorialisme fotogràfic espanyol, encara que aquesta denominació no li agradava a Ortiz Echagüe. La seva obra fotogràfica s'enfoca cap a la plasmació dels caràcters més definitoris d'un poble: els seus costums i vestits tradicionals i els seus llocs. Aconsegueix expressar amb les seves fotografies una expressió personal més propera a la pintura, gairebé sempre amb efectes durant el positivat. Es pot veure la seva fotografia "Sermón en la aldea" a la col·lecció permanent de fotografia del Museu Nacional d'Art de Catalunya.

## Tècnica de treball
El 1898 li van regalar la seva primera càmera, des de llavors i al llarg de 75 anys va realitzar milers de fotografies. Revelava ell mateix els seus negatius utilitzant una tècnica al carbó Fresson, corrent en la seva joventut encara que aviat va quedar desfasada. Ell la va fer servir en tota la seva obra artística, el que donava un especial matís als seus positius, així com un major contrast, que fa que les seves obres siguin fàcilment recognoscibles. La seva producció és del tot en blanc i negre.
Tant la fabricació del paper com el procediment d'obtenció de fotografies requerien molta paciència, una extraordinària habilitat i un perfecte maneig de la tècnica per la qual cosa, amb el pas dels anys i a mesura que se simplificaven els processos fotogràfics, els pocs fotògrafs que ho utilitzaven el van anar abandonant.
El paper portava una fina capa de gelatina a la qual s'afegia pigment de color negre i es feia sensible a la llum. El fotògraf obtenia còpies per contacte basant-se en el principi que en les parts de la imatge que rebien menys llum la gelatina quedava tova i les parts d'imatge que rebien més llum es va endurir amb la qual cosa, en rentar la còpia-amb aigua i serradures per produir fricció sobre el paper-s'eliminava la gelatina tova amb el pigment, quedant aquesta zona blanca i resistia la gelatina endurida, empresonant en el seu interior el pigment, produint zones negres. D'aquesta manera apareix la imatge sobre el paper.
Aquesta imatge, amb el paper encara humit, podia retocar mitjançant pinzells, monyeca de cotó o raspadors el que donava a l'autor una gran llibertat creativa.
La capacitat d'intervenció en el resultat final d'una fotografia, la major riquesa de tons que proporciona el pigment i la seva estabilitat eren els motius principals de José Ortiz Echagüe per a l'ús d'aquest procediment. Tanmateix, no és aquest arcaic mètode el més important en les imatges de l'autor. Sense un assumpte interessant, una bona composició, llums ben dirigides sobre els models i la correcta disposició de l'escena, el procediment a carbó directe sobre paper Fresson donaria lloc a còpies vulgars.

## Classificació
Ell mateix va fer una classificació de les seves obres en agrupar en quatre llibres:Tipus i Vestits(1930),Espanya, Pobles i Paisatges(1939),Espanya Mística(1943) i Espanya, Castells i Alcázares(1956). A aquestes col·leccions s'han d'afegir dues sèries:Marroc i fotos familiars.
A la sèrie de tipus i vestits contemplem una societat espanyola de gran folklorisme, i alhora veiem retrats d'una gran profunditat humana.
A Espanya, pobles i paisatges veiem, més enllà de la mera reproducció del monument o del paisatge, el contrast de les terres i dels pobles.
La sèrie sobre Espanya mística se centra en les comunitats de religiosos de cloenda i en devocions populars com processons o romeries. En aquesta sèrie ens presenta retrats de monjos que ens recorden els monjos de Zurbarán o El Greco.
Els castells i alcàssers espanyols es podrien considerar un grup dins de la sèrie sobre els pobles i paisatges espanyols, encara que es caracteritzen per la seva especial dedicació, d'aquesta sèrie hi ha molt pocs exemplars un d'ells en possessió del seu amic Francisco Benito, cambrer i confident de la família a Madrid.
La sèrie de Marroc va ser realitzada durant la seva estada amb 1909 i 1916 com a enginyer militar en el llavors anomenat Protectorat Espanyol del Marroc.
Les fotografies familiars són retrats realitzats per a la seva família, molts d'ells de tan alta qualitat com els anteriors.
Els mèrits de les seves obres són evidents: la bellesa i la majestuositat de les seves fotografies, la delicadesa i la sensibilitat de les seves composicions, el seu respecte i afecte pels tipus tradicionals que retrata. Les seves fotografies segueixen causant la fascinació de l'època en què van ser preses.
La seva obra s'ha reeditat múltiples vegades, i s'ha exposat en nombrosos llocs a tot el món. Va rebre diversos premis en vida, a Espanya i a l'estranger.
La major part de la seva obra està reunida en el Legado Ortiz Echagüe, a la Universitat de Navarra, que recull aproximadament 1.000 composicions originals realitzades a l'estil carbó Fresson, i més de 20.000 negatius. El Museu del Vestit de Madrid, dependent del Centre d'Investigació del Patrimoni Etnològic, té una bona col·lecció de fotografies de la sèrie de Tipus i Vestits, adquirida el 1933.

## Exposició antològica
El Metropolitan Museum of Art de Nova York, sota el títol Spectacular Spain, va organitzar el 1960 una exposició antològica on Ortiz Echagüe va figurar al costat d'artistes com Goya. Aquesta exposició recollia vuitanta fotografies de l'autor.
El 1998 la Universitat de Navarra, titular de bona part del fons fotogràfic d'Ortiz Echagüe, basant-se en la selecció del Metropolitan Museum of Art va organitzar una exposició antològica de fotografies, que abasten uns seixanta anys de producció fins a 1964. Des de 1998 aquesta selecció recorre diversos museus i exposicions, entre ells el Museu Nacional d'Art de Catalunya, l'Hotel Sully de París, la Sala d'Armes de la Ciutadella de Pamplona, el Museu Nacional Centre d'Art Reina Sofia -en aquest últim cas sobrepassant els 150.000 visitants-, el Palau del Infantado de Guadalajara, o la Sala Amós Salvador de Logronyo.